# Будь круче!
«Будь круче!» (англ. Be Cool, другое значение — «успокойся») — американская кинокомедия 2005 года, по мотивам романа Элмора Леонарда (1999 год). Книга, в свою очередь, является сиквелом романа 1990 года «Достать коротышку» (Get Shorty), того же автора (в 1995 году вышел одноимённый фильм).
Съёмки фильма начались в 2003 году. Режиссёр Ф. Гэри Грей, продюсер Дэнни Де Вито (который продюсировал и играл и в первом фильме) и Джон Траволта, в роли своего героя из первого фильма. Фильм вышел в прокат 4 марта 2005 года и получил негативные отзывы. Собрав в прокате 95 миллионов долларов при бюджете в 53-75 миллионов долларов и 7 июня 2005 уйдет на DVD

## Сюжет
Чили Палмер (Джон Траволта) помогает Иди Атенс (Ума Турман), вдове своего убитого друга Томми Атенса, восстановить компанию за счёт раскрутки молодой и невероятно талантливой певицы Линды Мун. В основе сюжета лежат следующие линии:
Русская мафия пытается убить Чили, который был свидетелем убийства Атенса.
Чили взялся раскручивать Мун, несмотря на её подписанный контракт с Ником Карром и Рэджи.
«Атен рекордс» должна 300 000 долларов продюсеру с университетской степенью, гангстеру Сину ЛаСаллю.
Заодно Чили помогает гею Эллиоту Вильгельму, работающему охранником Рэджи, попасть в мир шоу-бизнеса и реализовать свои творческие таланты (самым впечатляющим из которых является способность поднимать бровь).

## В ролях
В главных ролях:
- Джон Траволта — Чили Палмер
- Ума Турман — Иди Атенс
- Винс Вон — Роджер «Рэджи» Ловенталь
- Седрик «Развлекатель» — Син ЛяСалль
- Андре Бенджамин — Дабу
- Роберт Пасторелли — Джо Луп
- Кристина Милиан — Линда Мун
- Харви Кейтель — Ник Карр
- Дуэйн Джонсон — Эллиот Вильгельм
- Алекс Кубик — Роман Булкин

В остальных ролях:
- Дэнни Де Вито — Мартин Уир
- Джеймс Вудс — Томми Атенс
- группа Aerosmith
- Сержио Мендес
- Джин Симмонс
- Фред Дёрст
- Анна Николь Смит
- Вайклеф Джин
- группа The Black Eyed Peas
- RZA
- Коби Брайант
- группа Pussycat Dolls